# Conspiração Janus (DC Comics)
"Conspiração Janus" (The Janus Directive, 1989) foi um crossover de quadrinhos de 11 partes publicado originalmente nos EUA pela DC Comics entre maio e junho de 1989. Entre os criadores que contribuíram para a história temos os escritores John Ostrander, Kim Yale, Paul Kupperberg, Cary Bates e Greg Weisman e os artistas John K. Snyder III, Rick Hoberg, Rafael Kayanan, Tom Mandrake e Pat Broderick.

## Publicação

### Estados Unidos
| PUBLICAÇÃO | TÍTULO                           | ROTEIRO                   | DESENHOS           | ARTE FINAL    | CORES             | LETRAS          |
| ---------- | -------------------------------- | ------------------------- | ------------------ | ------------- | ----------------- | --------------- |
| MAIO 1989  | Checkmate #15[carece de fontes?] | Paul Kupperberg           | Steve Erwin        | Al Vey        | Julianna Ferriter | Augustin Mas    |
| MAIO 1989  | Suicide Squad #27                | John Ostrander e Kim Yale | John K. Snyder III | Pablo Marcos  | Carl Gafford      | Todd Klein      |
| MAIO 1989  | Checkmate #16                    | Paul Kupperberg           | Rick Hoberg        | Al Vey        | Julianna Ferriter | Augustin Mas    |
| MAIO 1989  | Suicide Squad #28                | John Ostrander e Kim Yale | John K. Snyder III | Karl Kesel    | Carl Gafford      | Todd Klein      |
| JUN 1989   | Checkmate #17                    | Paul Kupperberg           | Steve Erwin        | Al Vey        | Julianna Ferriter | Todd Klein      |
| JUN 1989   | Manhunter #14                    | Kim Yale e John Ostrander | Doug Rice          | Pablo Marcos  | Julianna Ferriter | Albert DeGuzman |
| JUN 1989   | Firestorm (Volume 2) #86         | John Ostrander            | Tom Mandrake       | Tom Mandrake  | Nansi Hoolahan    | Duncan Andrews  |
| JUN 1989   | Suicide Squad #29                | John Ostrander e Kim Yale | John K. Snyder III | Pablo Marcos  | Carl Gafford      | Todd Klein      |
| JUN 1989   | Checkmate #18                    | Paul Kupperberg           | Steve Erwin        | Al Vey        | Julianna Ferriter | Gaspar Saladino |
| JUN 1989   | Suicide Squad #30                | John Ostrander e Kim Yale | John K. Snyder III | Karl Kesel    | Carl Gafford      | Todd Klein      |
| JUN 1989   | Captain Atom #30                 | Cary Bates e Greg Weisman | Rafael Kayanan     | Romeo Tanghal | Gene D'Angelo     | Carrie Spiegle  |

### Brasil
No Brasil, o arco de histórias foi publicado pela editora Abril na edição especial Superalmanaque DC nº 2 em junho de 1991. A última parte da saga, publicada originalmente em "Captain Atom #30", não foi publicada.
| PUBLICAÇÃO               | TÍTULO                   | HISTÓRIAS ORIGINAIS                                   | LETRISTA             | TRADUTOR             |
| ------------------------ | ------------------------ | ----------------------------------------------------- | -------------------- | -------------------- |
| JUN 1991                 | Superalmanaque DC nº 2   | Checkmate #15 — Part 1: Knight Kill                   | Estúdio Art & Comics | Estúdio Art & Comics |
| JUN 1991                 | Superalmanaque DC nº 2   | Suicide Squad #27 — Part 2: Scattermove               | Estúdio Art & Comics | Estúdio Art & Comics |
| JUN 1991                 | Superalmanaque DC nº 2   | Checkmate #16 — Part 3: Shadow Knights                | Estúdio Art & Comics | Estúdio Art & Comics |
| JUN 1991                 | Superalmanaque DC nº 2   | Suicide Squad #28 — Part 4: Death Game                | Estúdio Art & Comics | Estúdio Art & Comics |
| JUN 1991                 | Superalmanaque DC nº 2   | Checkmate #17 — Part 5: A Hard Day's Knight           | Estúdio Art & Comics | Estúdio Art & Comics |
| JUN 1991                 | Superalmanaque DC nº 2   | Manhunter #14 — Part 6: Misdirection                  | Estúdio Art & Comics | Estúdio Art & Comics |
| JUN 1991                 | Superalmanaque DC nº 2   | Firestorm (Volume 2) #86 — Part 7: Home Fires Burning | Estúdio Art & Comics | Estúdio Art & Comics |
| JUN 1991                 | Superalmanaque DC nº 2   | Suicide Squad #29 — Part 8: Heavy Squad               | Estúdio Art & Comics | Estúdio Art & Comics |
| JUN 1991                 | Superalmanaque DC nº 2   | Checkmate #18 — Part 9: Knight Fight                  | Estúdio Art & Comics | Estúdio Art & Comics |
| JUN 1991                 | Superalmanaque DC nº 2   | Suicide Squad #30 — Part 10: Endgame                  | Estúdio Art & Comics | Estúdio Art & Comics |
| SEM PUBLICAÇÃO NO BRASIL | SEM PUBLICAÇÃO NO BRASIL | Captain Atom #30 — Part 11: Troubles in Paradise      |                      |                      |